# Einstand

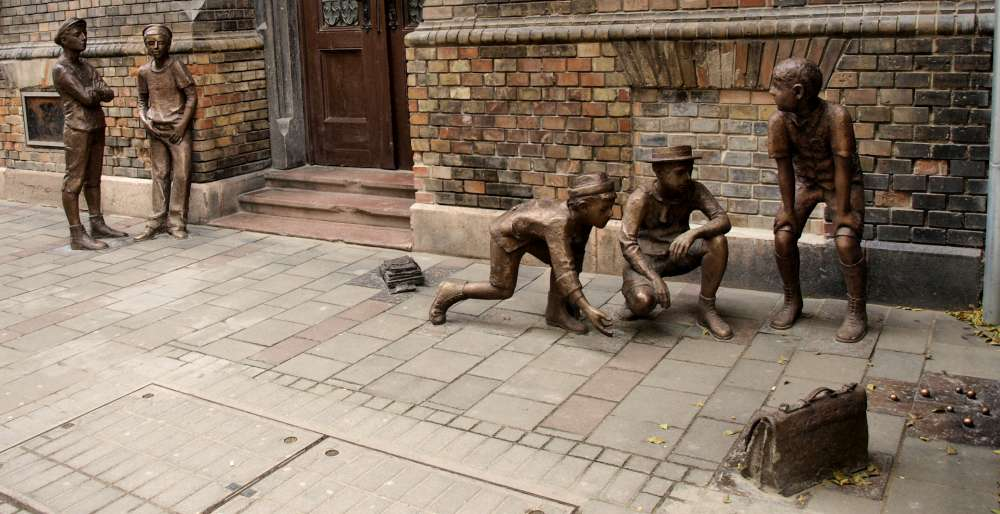
Einstand-jelenet a Pál utcai fiúk című regényből (Szanyi Péter szobra)

Einstand (ejtsd:ejnstand) – Molnár Ferenc A Pál utcai fiúk című népszerű regényéből (1906) közismertté vált régi pesti gyermeknyelvi kifejezés, amelyet olyan helyzetekre használunk ma is, amikor az erősebb jogán valakinek felháborító módon lefoglalják a tulajdonát.
Eredetileg német szó, jelentése:
1. beállás, belépés, (ünnepélyes) szolgálatba állás
2. szolgálatba lépéskor tartott áldomás v. adott ajándék
3. (tenisz) egyenlő, "negyven mind".

A mai németben abban a helyzetben is használják, ha egy asztaltársasághoz új tag érkezik, és fizet egy kör italt.
Molnár Ferenc így ír erről:
Ez különleges pesti gyerekszó. Mikor valamelyik erősebb fiú golyózni, tollazni vagy szentjánoskenyér-magba – pesti nyelven: boxenlibe – játszani lát magánál gyöngébbet, s a játékot el akarja venni tőle, akkor azt mondja: einstand. Ez a csúf német szó azt jelenti, hogy az erős fiú hadizsákmánynak nyilvánítja a golyót, s aki ellenállni merészel, azzal szemben erőszakot fog használni. Az einstand tehát hadüzenet is. Egyszersmind az ostromállapotnak, az erőszaknak, az ököljognak és a kalózuralomnak rövid, de velős kijelentése.
A regényben Nemecsek Ernőtől veszik el a játékgolyóit a Pásztor fiúk – akik a negatív hősök, a "vörösingesek" közé tartoznak – az einstand szót használva.
A regénybeli jelenetnek ma már szobra is áll Budapesten. 2007-ben avatták fel a VIII. kerületi Práter utcában Szanyi Péter alkotását. A szoborcsoport mögött, egy iskola falán, a regényből vett idézet olvasható, melyben Nemecsek meséli el az einstand történetét: „Hát csak jöttek a Pásztorok, egyre közelebb jöttek, és nézték nagyon a golyókat. Mondom a Kolnaynak: – Te, ezeknek tetszik a mi golyónk - és még a Weisz volt a legokosabb, mert ő mindjárt mondta: – Gyönnek, gyönnek, ebből a gyövésből nagy einstand lesz.”